# Marsze
Marsze, gleby marszowe – gleby powstałe przez osuszenie i odsolenie nadmorskich terenów błotnistych, osuchów lub dna morskiego na polderach. Są to gleby o dużej przeważnie zawartości części ilastych i próchnicy, żyzne, ale łatwo ulegające wyjałowieniu.
Termin marsze wywodzi się z niemieckiej szkoły petrograficzno-geologicznej. Carl Sprengel (1787–1859) wyróżnił w 1837 r. klasę gleb namytych (niem. Marschboden). Carl August Trommer (1806–1879) tą samą nazwą określił grupę nizinnych gleb napływowych, osadzanych przez rzeki i morza z dala od skał macierzystych. Gleby napływowe pochodzenia rzecznego nazwał Flussmarschboden, natomiast pochodzenia morskiego – Seemarschboden (1857 r.). W gleboznawstwie polskim, nazwa marsze została zastosowana wyłącznie do mad morskich.